# نولان لين
نولان لين (الاسم العلمي:Nolana mollis) هو نوع نباتي يتبع جنس النولان من فصيلة الباذنجانية.